# Глобальное соглашение ООН о защите Мирового океана
Глобальное соглашение ООН о защите Мирового океана, Global Ocean Treaty заключено в рамках ООН 19 июня 2023 года.
Договор защищает морскую биологическую среду в морских районах за пределами государственных морских границ, общей площадью, превышающей две трети площади Мирового океана. Соглашение исходит из принципов Конвенции ООН по морскому праву в целях правового регулирования деятельности стран и организаций по эксплуатации океана и морских ресурсов. Принято для достижения целей устойчивого развития, связанных с морской деятельностью и Куньминско-Монреальской глобальной программы сохранения биоразнообразия. Соглашение предусматривает ответственность за загрязнение океана, конкретные способы разрешения юридических конфликтов, углубление международного сотрудничества в целях предотвращения чрезмерной эксплуатации рыбных ресурсов, комплексные мероприятия для повышения устойчивости его экосистем в условиях глобального потепления. Соглашение вступит в силу после ратификации 60 государствами.